# Riedelia pulcherrima
Riedelia pulcherrima är en enhjärtbladig växtart som beskrevs av Henry Nicholas Ridley. Riedelia pulcherrima ingår i släktet Riedelia och familjen Zingiberaceae. Inga underarter finns listade i Catalogue of Life.